# جفت دوپا
جفت دوپا، روستایی است از توابع بخش دستگردان و در شهرستان طبس استان خراسان جنوبی ایران.

## جمعیت
این روستا در دهستان کوه یخاب قرار داشته و بر اساس سرشماری سال ۱۳۸۵ جمعیت آن (۷خانوار) ۲۵نفر
بوده‌است.